# Seznam míšeňských purkrabích

Znakový štít míšeňského purkrabství

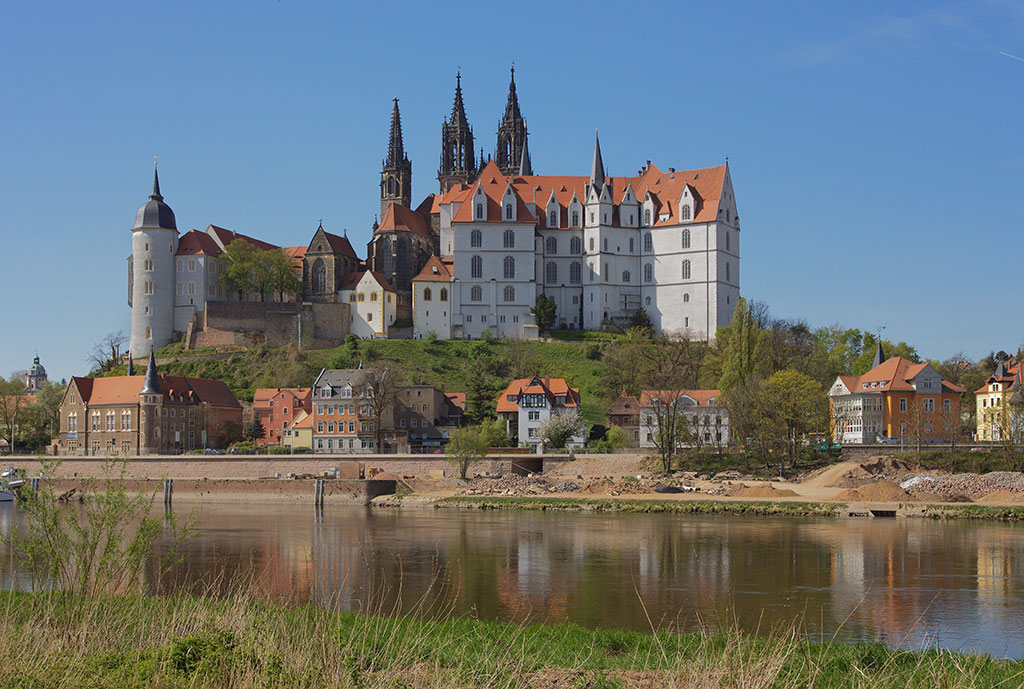
Hradní vrch v Míšni se sídlem biskupa (vlevo) a markraběte-kurfiřta, tzv. Albrechtsburgem (vpravo). Palác purkrabích se nedochoval

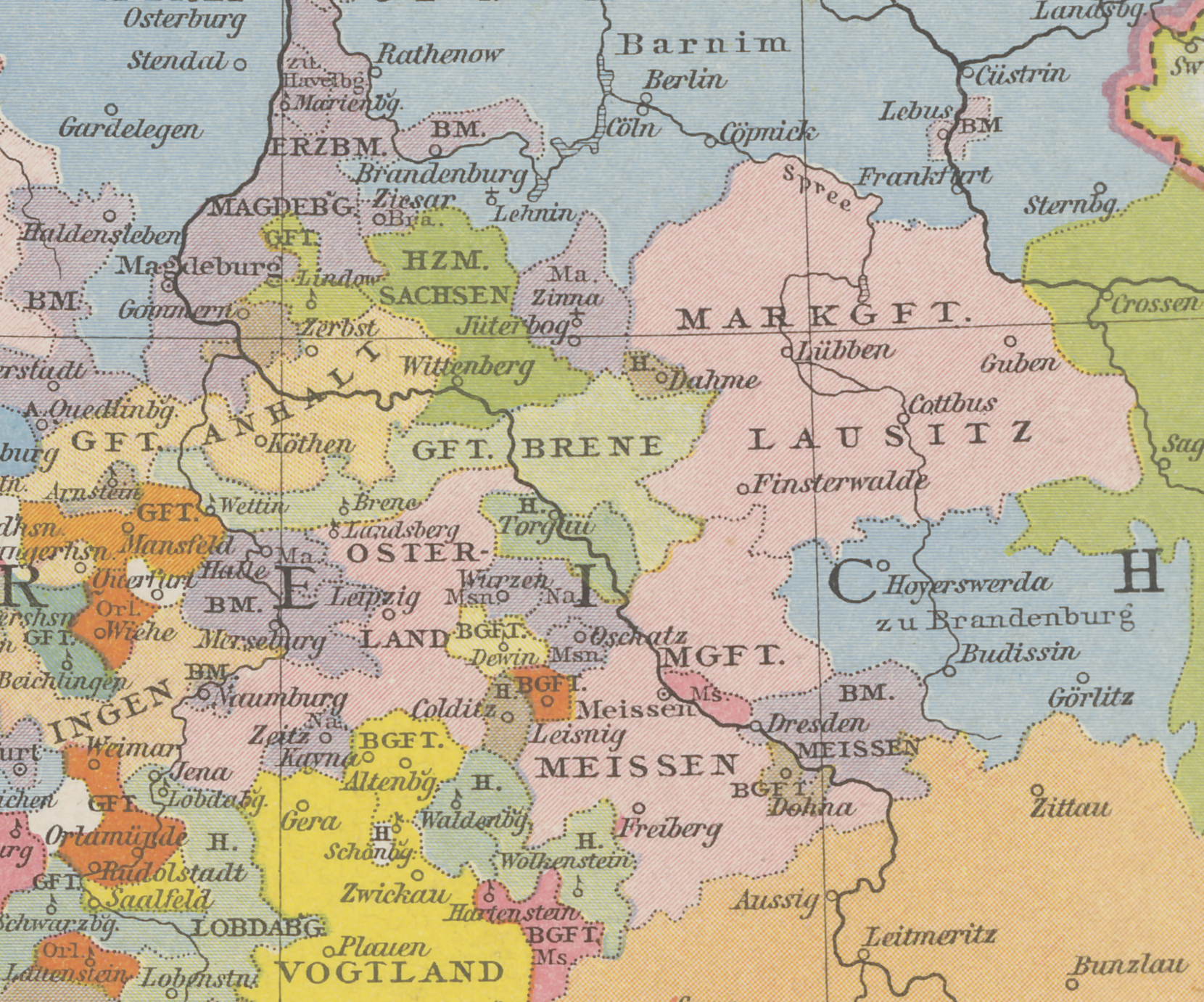
Mapa česko-saského pomezí ke konci 13. století. Růžovou barvou a zkratkami Bgft. a Ms. jsou označeny země purkrabství, žlutou barvou pak území Fojtska/Vogtlandu

Toto je neúplný seznam míšeňských purkrabích (německy Burggrafen von Meißen), úředníků zastupující krále a císaře Svaté říše římské v Míšeňsku, jimž byli přímo podřízeni a jejichž zájmy hájili. 

## Historie
Míšeňské purkrabství je poprvé zmiňováno k roku 1068, když římsko-německý král Jindřich IV. dosadil nového purkrabího neznámého jména na svůj říšský hrad v Míšni. 
Míšeňská purkrabata vytvářela mocenský protipól vůči míšeňským markrabatům, největším místním pozemkovým vlastníkům a vůči tamním biskupům, duchovní vrchnosti, kteří nebývali vládcům Svaté říše již dost loajální. Proto je třeba míšeňské purkrabství rozlišovat od Míšeňského markrabství a biskupství. Všichni tito tři zeměpáni sídlili na hradním vrchu (Burgberg) v Míšni, dodnes se ovšem dochovaly jen paláce markrabský – kurfiřtův Albrechtsburg a biskupský – dnes místní pobočka saského zemského soudu, oba ovšem z pozdějšího období, až z pozdního 15. století. 
Ačkoli purkrabí sídlil v Míšni, město samotné mu jako feudálovi nepodléhalo. Financování purkrabství a status zeměpána purkrabím zajišťovala skupina zhruba 10 vesnic východně od města spolu s městečkem Lommatzsch severozápadně od města obdařeným právem vybírat pivní clo a okolními vesnicemi a dále rozsáhlejší a vzdálenější država v saském Podkrušnohoří okolo městeček Crottendorf a Sayda, tzv. panství Purschenstein (česky Boršenštýn). Historické území Fojtska (německy Vogtland, „Fojtova země“), nepatřilo nikdy k zemím purkrabství, pouze mělo v pozdějších letech s purkrabstvím společného panovníka. 
Historicky známí purkrabí pocházeli vesměs z rodu Meinherovců a od roku 1426 z rodu Fojtů z Plavna, příbuzných dodnes žijícího durynského rodu Reussů. V letech 1548–1572 mělo, tehdy již pouze titulární purkrabství, status říšského knížectví s právem hlasovat na říšském sněmu a plnými právy říšských stavů. Ačkoli titulárně trvalo purkrabství až do vymření Plavenských v roce 1572, fakticky, jako územní celek a říšský úřad, zaniklo již v roce 1482.

## Seznam míšeňských purkrabí (neúplný)
| Doložení purkrabí              | Od              | Do      | Data narození a úmrtí                | Poznámka |
| ------------------------------ | --------------- | ------- | ------------------------------------ | --- |
| Fridrich I. Wettinský          | před rokem 1009 | 1017    | † 1017                               | pověřen od císaře Jindřicha II. správou hradu v Míšni, netitulován však ještě jako purkrabí |
| Burchard                       |                 | 1076    | † 1076                               | zavražděn |
| Burchard II.                   | 1114            | 1117    |                                      | |
| Jindřich Hlava (Caput)         | 1116            |         |                                      | Dosazen císařem Jindřichem V. namísto Wiprechta z Groitsche, Ludvíka Durynského a Burcharda II. |
| Hoyer                          |                 |         |                                      | listinně doložen 1180 |
| Purkrabí z rodu Meinherovců    | Od              | Do      | Data narození a úmrtí                | Poznámka |
| Heřman Sterker z Wohlsbachu    | 1170            | 1180    | * kolem roku 1143, † kolem roku 1171 | měl stejnojmenného synovce, Heřmana, hraběte z Wolfsbachu a Schaumbergu (* před rokem 1152, † po roce 1177), zřejmě rovněž purkrabího míšeňského |
| Meinher I. z Werbenu           | 1199            |         | * před 1171, † 1217/1218             | |
| Meinher II.                    | 1214            |         | * 1203, † po 1250                    | po jistou vládl společně s bratrem Heřmanem II. (I.) |
| Meinher (III.)                 | 1243            |         | † po 1297                            | syn Meinhera II. |
| Heřman (III.)                  |                 |         | * před 1308, † před 1351             | vnuk Meinhera (III.), v roce 1336 získal v léno od míšeňských markrabat rytířské zboží Lichtenwalde, později druhotně udělené v léno rodu Honsbergů |
| Meinher IV. (V.)               |                 |         | * před 1308, † 1352/1355             | vnuk Meinhera (III.) |
| Heřman IV.                     |                 |         | † po 1349                            | syn Heřmana III. |
| Meinher V. (VI.)               |                 |         | * před 1308, † 1388                  | zakl. hartensteinské větve rodu, v roce 1352 získává panství Purschenstein v Podkrušnohoří. |
| Berthold I.                    | 1388            | 1398    | † 1398                               | zakl. frauensteinské větve rodu |
| Meinher VI.                    | 1398            | po 1401 | * před 1381, † po 1403               | syn Bertholda I. |
| Jindřich I. z Hartenštejna     | 1388            | 1423    | * 1381, † 1423                       | syn Meinhera V. (VI.), roku1407 přešlo městečko Lommatzsch bez okolních vsí na Míšeňské markrabství. |
| Jindřich II.                   | 1423            | 1426    | † 1426                               | posl. Meinhardovec, syn Jindřicha I., roku1423 přechází državy východně od města Míšně pod svrchovanost Saského kurfiřtství |
| Purkrabí z rodu Fojtů z Plavna | Od              | Do      | Data narození a úmrtí                | Poznámka |
| Jindřich I. z Plavna           | 1426 (1439)     | 1446    | 1387–1446/1447                       | původně známý jako Jindřich X. z Plavna, pán ve Fojtsku. Roku 1426 ztratil panství Purschenstein v Podkrušnohoří, svrchovanost přešla na saské kurfiřty a panství samo na pány ze Schönbergu. Téhož roku ztratil i lenní svrchovanost nad statkem Lichtenwalde, které přešla na saského kurfiřta. Roku 1439 přešla svrchovanost, nikoli již majetek vesnic severozápadně od Míšně na Saské kurfiřtství. |
| Jindřich II. z Plavna          | 1446/1447       | 1482    | 1417–1482/1484                       | syn Jindřicha I., pán ve Fojtsku a na Wildenfelsu. V letech 1450–1454 držel krátce bezprostřední panství Wildenfels v saském Podkrušnohoří. Roku 1466 byl Jindřich II. vyhnán ze svého panství ve Fojtsku, kde toho roku končí vláda Plavenských. Toto panství bylo začleněno do Saského kurfiřtství jako okresy Plauen a Voigtsberg, ovšem kurfiřt Arnošt jej získal jen jako české zahraniční léno. |
| Jindřich III. z Plavna         | 1482            | 1519    | 1453–1519                            | syn Jindřicha II. V roce 1482 se zřekl definitivně všech mocenských nároků vůči Wettinům jako míšeňský purkrabství a také všech pozemků, panství a suverénních práv, náležejících k purkrabství ve prospěch saských vládců. Podržel si však titul purkrabího míšeňského, což mu bylo roku1490 potvrzeno listinou od císaře Fridricha III. Purkrabství samo ale fakticky roku 1482 zaniká. |
| Jindřich IV. z Plavna          | 1519            | 1554    | 1510–1554                            | syn Jindřicha III., pán ve Fojtsku, na Geře, Greizu, Schleizu a Lobensteinu. Žil převážně v Čechách, kde držel panství na sz. země (Hartenštejn, Andělskou Horu, Žlutice a Toužim). V roce 1547 mu český král Ferdinand I. znovu udělil Fojtsko jako české léno, předtím odebrané Wettinům. Následujícího roku mu císař Karel V. udělil jako míšeňskému purkrabímu titul říšského knížete a právo hlasovat na říšském sněmu. V roce 1550 po vymření Fojtů z Gery zdědil durynská panství Gera, Greiz, Schleiz a Lobenstein. |
| Jindřich V. z Plavna           | 1554            | 1568    | 1533–1568                            | syn Jindřicha IV., pán ve Fojtsku, na Schleizu a Lobensteinu. V roce 1559 zastavil spolu s bratrem Fojtsko saskému kurfiřtovi Augustovi, v roce 1564 mu ho postoupil definitivně. Roku 1561 ztratil spolu s bratrem rozhodnutím soudu panství Greiz a Gera ve prospěch příbuzných Reussů. Stejně jako jeho otec žil převážně v Čechách. |
| Jindřich VI. z Plavna          | 1554            | 1572    | 1536–1572                            | bratr Jindřicha V., poslední kníže-purkrabí míšeňský, pán ve Fojtsku, na Schleizu a Lobensteinu. V roce 1559 zastavil spolu s bratrem Fojtsko saskému kurfiřtovi Augustovi, v roce 1564 mu ho postoupil definitivně. Roku 1561 ztratil spolu s bratrem rozhodnutím soudu panství Greiz a Gera ve prospěch příbuzných Reussů. Stejně jako otec a bratr žil převážně na svých panstvích v Čechách. |

Po smrti Jindřicha VI. z Plavna došlo k rozdělení jeho držav. Durynské statky, nepatřící k purkrabství, získali vzdálení příbuzní z rodu Reussů na Greizu. Česká panství pak zčásti přešla na příbuzné Jindřichovy bezdětné manželky, vévodkyně Kateřiny Brunšvicko-Lünebursko-Gifhornské a zčásti na věřitele. Knížecí titul a hlas na sněmu zanikl, titul purkrabích z Míšně přešel jako vedlejší titul na saské kurfiřty, ovšem již 27. února 1579 jmenuje kurfiřt August formálně, bez jakýchkoli práv či povinností a také bez titulu a práv knížete, novým purkrabím Viléma z Rožmberka. Titul míšeňského purkrabího získal Vilém od kurfiřta jako zadostiučinění po rožmbersko-plavenském sporu o přednostní postavení. Vilém však v Čechách musel ještě o prosazení práva titul užívat svést boj s Jiřím starším z Lobkovic. Vymřením Rožmberků se titul purkrabích opět vrátil do rukou Wettinů. Po tzv. Zakončení mimořádné říšské deputace byl v letech 1803-1806 nakrátko obnoven hlas knížecího purkrabství Míšeň v knížecí radě říšského sněmu pro kurfiřta Fridricha Augusta III.

## Znak Míšeňského purkrabství
Míšeňské purkrabství užívalo ve znaku černý ondřejský kříž na zlatém poli. Z erbovní helmice vyrůstal zlatý čtyřboký klenot a z něj zlatý kříž, z jehož rohů vystupovalo pět vějířů z pavích per. Stejným znakem se mohla chlubit také blízká purkrabství v Merseburgu, Naumburgu nad Saalou, Neuenburgu u Freyburgu a Osterfeldu.